# 轉型正義

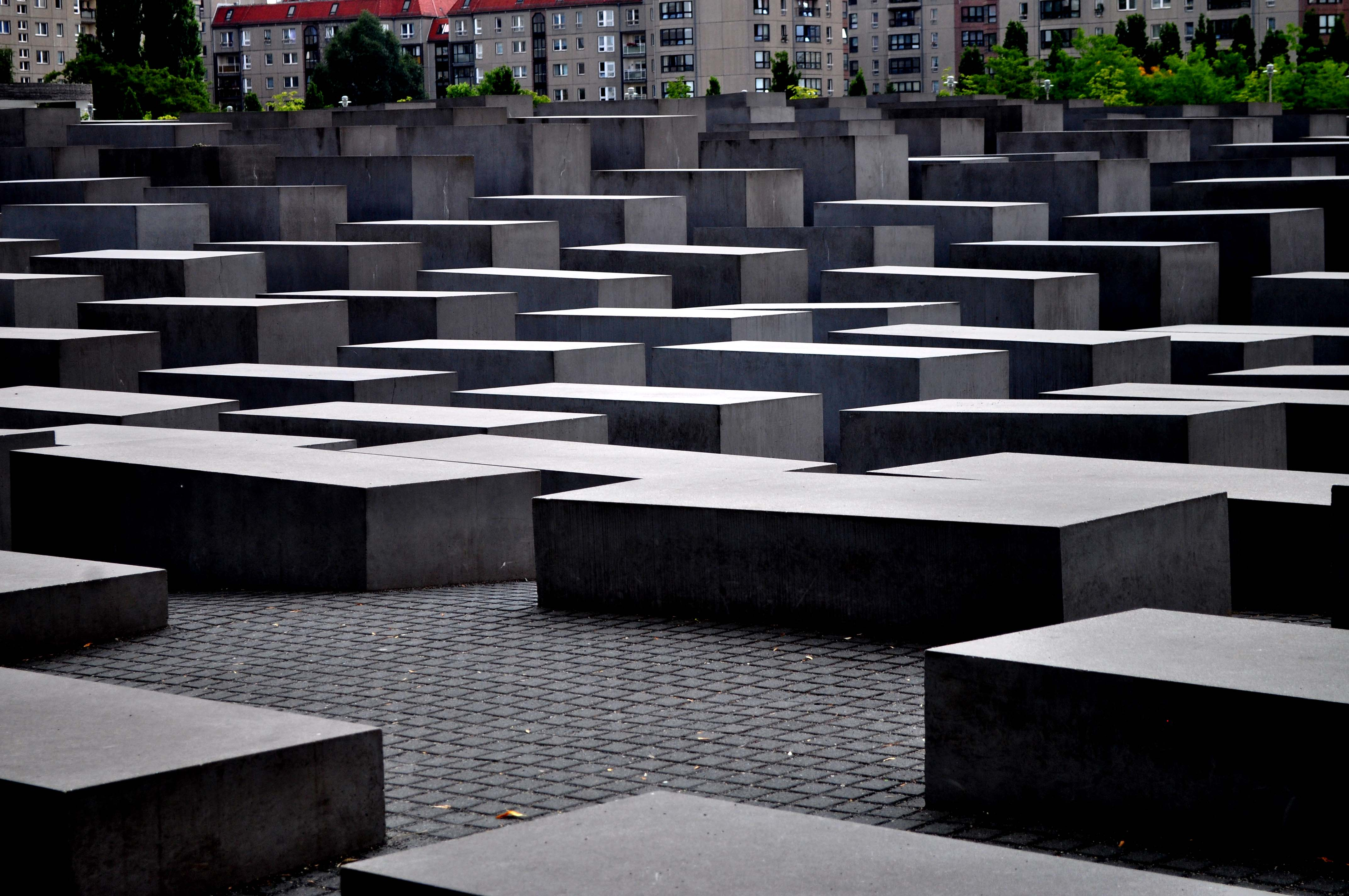
德國柏林的歐洲被害猶太人紀念碑

轉型正義（英語：transitional justice）又稱為溯往正義（英語：retrospective justice），指一个国家民主化后，就前专制或极权政权所為的人權侵犯、集體暴行、種族滅絕或其他形式之鉅大社會創痛的彌補，透過釋放、平反、道歉、賠償或司法上的追究，建立較為民主、正義、和平之未來。轉型正義之目的是落實现政府所提倡之民主价值和鞏固、保障基本人權之普世價值，以督促政府停止、調查、懲處、矯正、和預防未來政府對人權的侵犯。

## 方法
轉型正義主要方法包括了追討、審判、立法、調查真相、紀念等，而轉型正義是民主政府處理過去独裁政府及與其關係密切的利益團體，因此需要詳細調查与立法。

### 審判

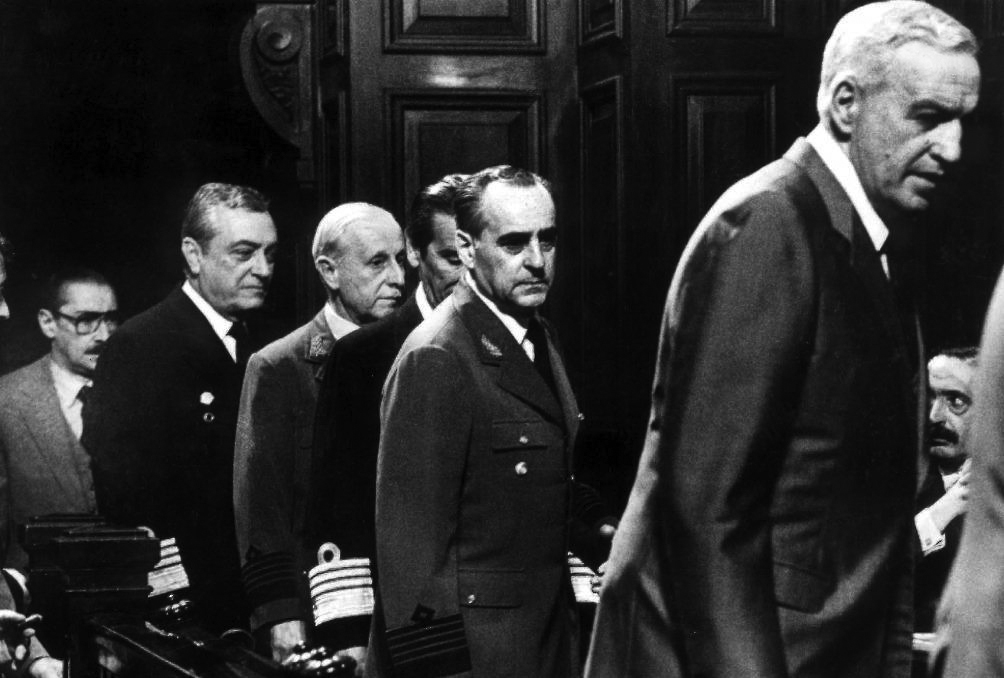
1985年阿根廷軍政府審判開庭的情景

向加害者提起刑事訴訟，藉由司法體系予以審判，使加害者負起應有的刑事責任。
| 國家   | 事件             | 當事人                 |
| ------ | ---------------- | ---------------------- |
| 伊拉克 | 兩伊戰爭         | 薩達姆·侯賽因          |
| 中非   |                  | 前中非皇帝博卡薩       |
| 阿根廷 | 阿根廷軍政府審判 | 前總統魏地拉等軍政高層 |
|        |                  | 前總統里奧斯·蒙特      |
|        | 光州事件         | 前總統全斗煥、盧泰愚   |
| 秘魯   |                  | 前總統藤森謙也         |
| 智利   |                  | 前總統皮諾切特         |
| 埃及   |                  | 前總統穆巴拉克         |

除國內司法體制外，亦有審理戰爭與人道罪的國際刑事法庭，以及以國際法在犯罪行為地進行審判的混合法庭（英語：International_court#List_of_hybrid_tribunals），如科索沃、波士尼亞、柬埔寨、盧安達、黎巴嫩、獅子山共和國、東帝汶。

### 沒收財產
沒收迫害者不當取得的財富。
- 德國透過政黨法追討前東德專政政黨德國統一社會黨之黨產，並延續到德國統一後。
- 中华民国對於过去国民党长期一党独裁造成的中國國民黨黨產爭議，透過不當黨產處理委員會追讨與处理。

### 調查真相
經由國內外的實際訪查，與相關機密檔案的解密，對於過去犯行的史實予以公諸於世。
- 祕魯「真相與和解委員會」，透過各地地方的辦公點，蒐集了17000受害者的口述。
- 西班牙的「歷史記憶法」，此案正式譴責獨裁者佛朗哥將軍，給予他執政40年間的受害者平反及賠償。
- 杜圖總主教所領導的南非「真相暨和解委員會」
- 東帝汶於2002年成立「接受、真相及和解委員會（英语：Commission for Reception, Truth and Reconciliation in East Timor）」

### 紀念

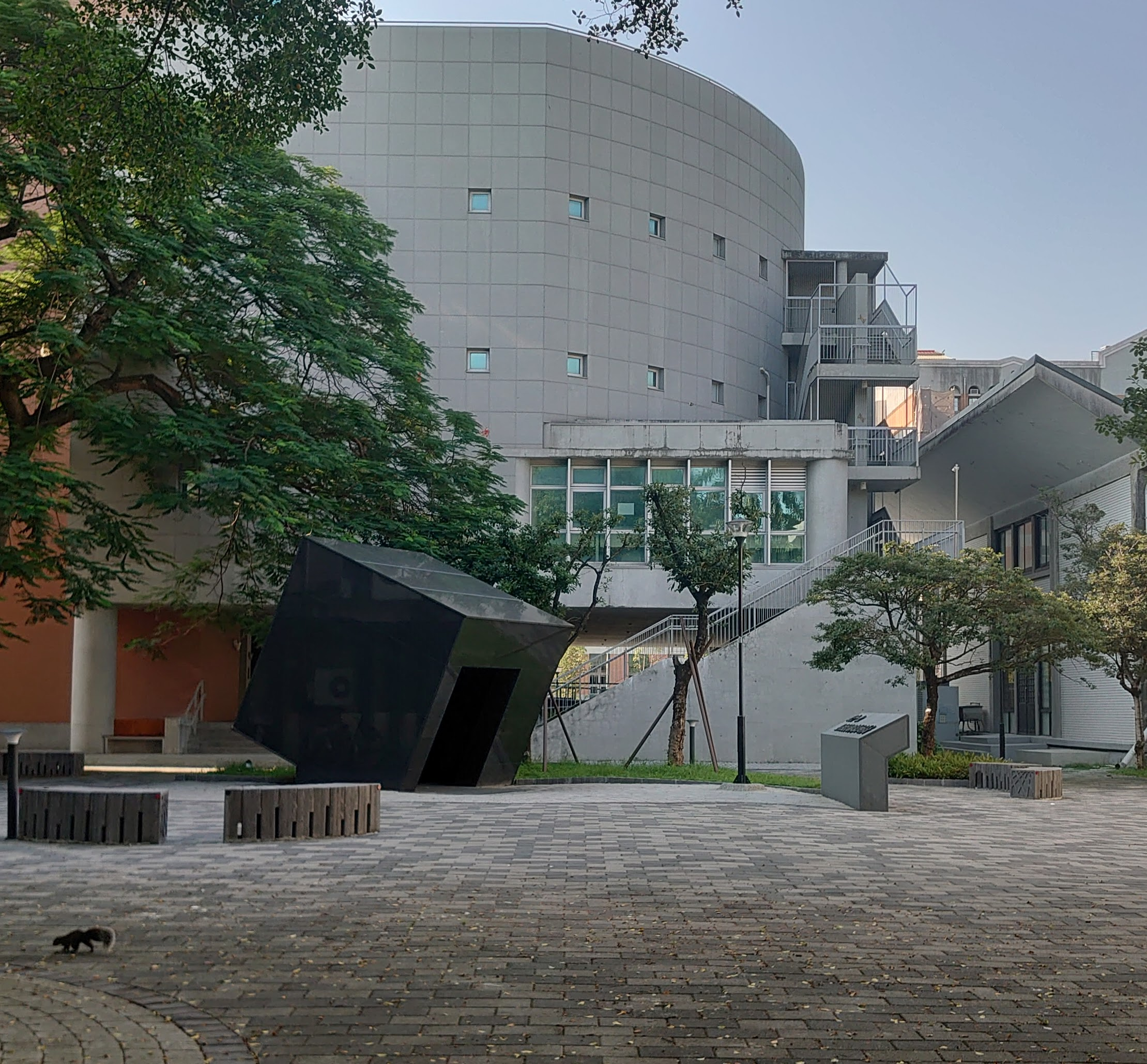
國立臺灣大學的陳文成事件紀念廣場

經由建造紀念碑及博物館等方式來保存過去的記憶，或是國定假日。
- 以色列猶太大屠殺紀念館
- 歐洲被害猶太人紀念碑
- 卡廷大屠殺紀念碑
- 柬埔寨吐斯廉屠殺博物館、瓊邑克佛塔
- 中华民国的二二八和平紀念公園及和平紀念日

### 回復名譽
扭轉迫害者的形象、象徵至負面，使其符合史實。
- 西班牙的「去佛朗哥化」[8]。
- 韓國的「去李承晚化」活動[9]。
- 保加利亞拆除季米特洛夫的陵寢。
- 民主進步黨執政下的中華民國將中正紀念堂儀隊移師戶外演出，不再對蔣中正銅像敬禮。

### 賠償
對受害者提供包括：金錢賠償，名譽恢復，重新安置，或給以象徵式的補償。
- 國際刑事法院所屬的受害者基金（英語：ICC Trust Fund for Victims）[10]

### 系統改革
對系統的改革包括：對腐敗，濫權，無能等曾參與過去迫害犯行的的軍警，官員及任職於司法體系的人給予革職，整肅；鼓勵敵視的族群聚落重修舊好，其中包括了經由法律上對受害者的輔助，和社會改革；對有性別差異的加害予以認知，藉以對女性受害者伸張正義。
- 捷克於1991年通過《除垢法》，限制曾於威權政府時期任職情治或特務機構的情治人員、線民，或前捷克斯洛伐克共產黨黨工的工作。
- 前東德的司法人員也有許多因此被淘汰。
- 俄羅斯將莫斯科列寧墓的營繕鉅額開銷由聯邦政府撥款，轉為各方捐款。

## 組織

### 國家機構
- 大韓民國：這是爲了韓國真相和解的歷史整理委員會
- 中華民國：促進轉型正義委員會、不當黨產處理委員會、二二八事件紀念基金會
- 南非：真相與和解委員會
- 智利：真相與和解委員會（英语：Rettig Report）
- ：澄清歷史委員會（英语：Historical Clarification Commission）
- 东帝汶：接受、真相及和解委員會（英语：Commission for Reception, Truth and Reconciliation in East Timor）
- 加拿大：真相及和解委員會（英语：Truth and Reconciliation Commission of Canada），蒐集關於加拿大印地安人寄宿學校系統的歷史與真相。

### 國家展覽館

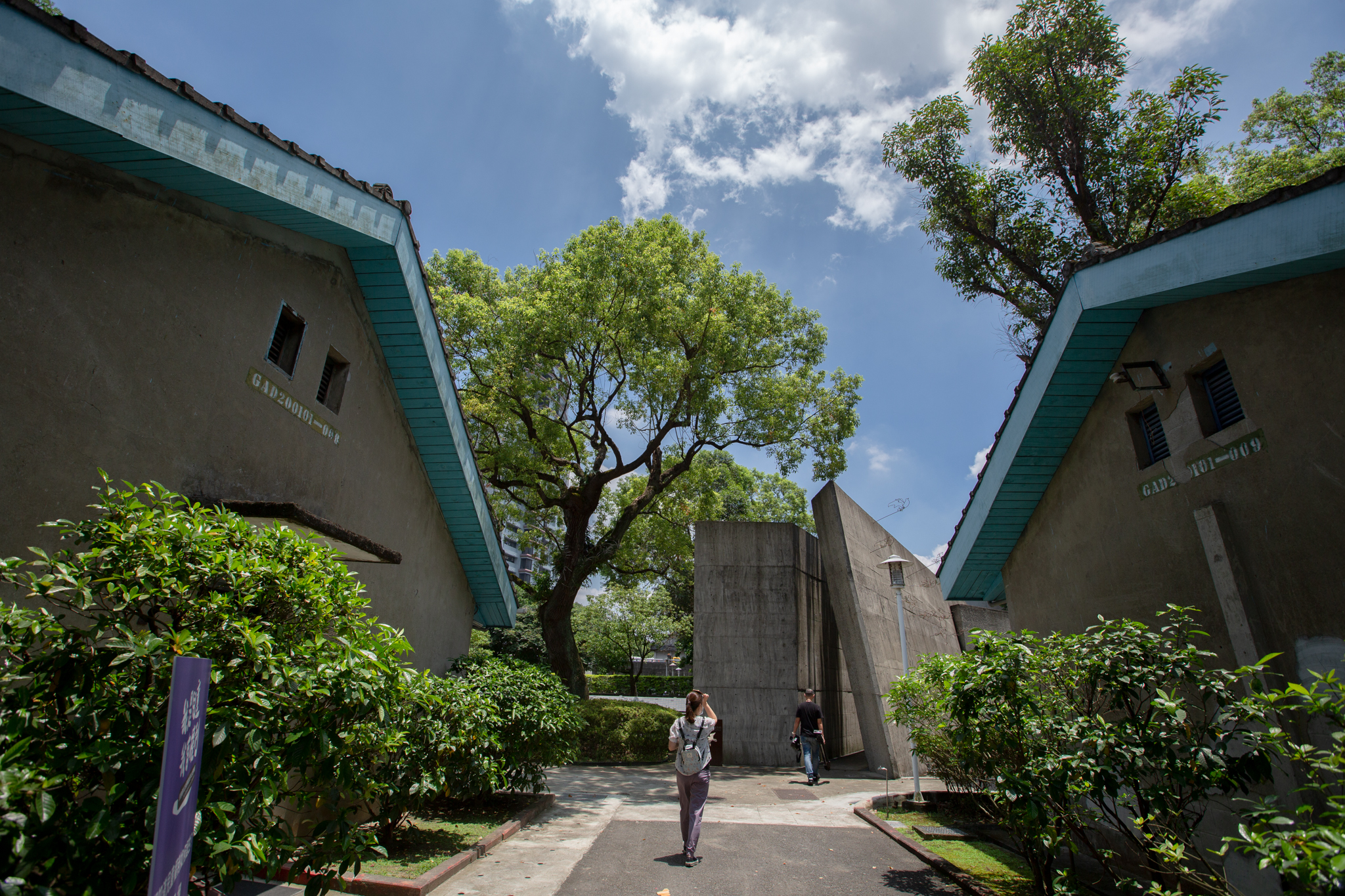
中華民國國家人權博物館景美園區的人權紀念碑，刻有不同年代的政治受難者名錄

- 大韓民國：5·18民主化運動記錄館（韓語：광주광역시 5·18민주화운동기록관）
- 中華民國：二二八國家紀念館、台北二二八紀念館、國家人權博物館
- 南非：種族隔離博物館（英语：Apartheid Museum）
- 以色列：以色列猶太大屠殺紀念館
- 波蘭：奧斯威辛集中營
- 德国：柏林猶太博物館

### 國際性機構
- 歐洲地區
  - 歐洲理事會
  - 歐洲人權委員會（英语：European Commission on Human Rights）
  - 歐洲人權法院
- 美洲地區
  - 美洲國家組織
  - 美洲人權委員會（Inter-American Commission on Human Rights）
  - 美洲人權法院（Inter-American Court of Human Rights）[11]
- 西亞地區
  - 阿拉伯人權委員會（Arab Human Rights Committee）
- 非洲地區
  - 非洲人權和民族委員會（African Commission on Human and Peoples' Rights）
- 联合国
  - 聯合國人權理事會
- 國際轉型正義中心[12]

## 爭議與挑戰
由於轉型正義涉及反省與矯正國家在獨裁體制下濫用權力的行為，在承認錯誤與傷痕填補的方式與手段上，都面臨顯著挑戰。
以高一生案件為例，雖經中華民國政府於 2018 年公告撤銷刑事有罪判決，但於鄒族部落中的名譽仍難以完全回復。在責任追屬上，中華民國前總統李登輝與時任總統蔡英文代表國家向家屬道歉；時任促轉會副主委葉虹靈表示，因當年涉案高層軍政首長、軍法官多已過世，亦可能主張自己當年依法行政，向個別加害者咎責相對困難；其中「有的軍法官為了力抗蔣介石要重判」、「但也有某些人高度集中死刑判決」，如何界定「加害者」，該採取刑事追訴、或不做任何處置，都需要整理資料後再決定。
轉型正義亦會因為對歷史資料的發掘與解讀不同面臨挑戰。學者黃丞儀指出，以中正紀念堂存廢爭議為例，「蔣家在臺灣有很大的一群支持者，他們經歷了戒嚴四十年之後，還是覺得蔣中正是對臺灣非常有貢獻的一個人」，但如蔡許臺獨案的政治鎮壓在解嚴後依舊持續進行，台灣民主化的過程與支持者「一解嚴就可以投票、可以自由民主」的印象有所差距，這種「歷史記憶的對立、對於歷史理解上的差異」是台灣轉型正義遇到的困難之處。
在推動轉型正義的手段上，學者馬汀．薩布羅夫在受訪時則並舉中國國民黨黨產爭議為例，應避免矯枉過正而使轉型正義流於打擊政敵。